# Garde (rivière)
La Garde est une rivière du Var, dont le cours s'étend sur les communes de La Garde-Freinet et de Grimaud. 

## Géographie
Longue de 13,8 km, c’est le dernier affluent de la Giscle avec laquelle elle conflue à proximité de Port-Grimaud. Entre les deux cours, s'étend la fertile plaine de Grimaud.
Elle prend sa source dans les Maures, à proximité des Roches Blanches, dont elle dévale les pentes schisteuses jusqu'à la commune de Cogolin. On la connaît, tour à tour sous les noms de "Ruisseau de la Mente" et de "Rivière de la Garde".

## Affluents
La Garde a cinq affluents référencés :
- le Vallon de la Lioure ;
- le Vallon des Vernades ;
- le Vallon des Vernades ;
- le Vallon de Rascas ;
- le ruiiseau de l'Avelan.

Son rang de Strahler est donc de deux.